# وانغ شو
وانغ شو (بالصينية: 王澍) (الصينية: 王 澍 )، (من مواليد 4 نوفمبر 1963) هو مهندس معماري صيني ، و عميد كلية الهندسة المعمارية في الأكاديمية الصينية للفنون، يقيم في مدينة هانغتشو بمقاطعة تشجيانغ .
في عام 2012، أصبح وانغ أول مواطن صيني يفوز بجائزة بريتزكر، وهي أكبر جائزة في الهندسة المعمارية

## أعماله
الأعمال الرئيسية وانغ تشمل : 
مشاريع اكتملت
- مركز الشباب (1990 ) ،هاينينغ
- مكتبة كلية ينزينغ في جامعة سوشو (1999-2000 ) ، [ [سوجو (مدينة)|سوتشو]]
- متحف الفن نينغبو ( 2001-05 )
- الحرم الجامعي شيانغشان، أكاديمية الصين للفنون ، المرحلتين الأولى و الثانية ( 2002-07 ) ، هانجتشو
- فناء الشقق عمودي ( 2002-07 ) ، هانجتشو
- بيت سانهي (2003 ) ، نانجينغ
- بناء تدريس قسم الموسيقى و الرقص ( 2003-05 ) ، دونغقوان
- بيت السيراميك ( 2003-06 ) ، جين هوا
- خمسة منازل متفرقة ( 2003-06 ) ، نينغبو
- متحف نينغبو ( 2003-08 )
- بلاط حديقة ، بينالي البندقية للعمارة (2006 ) ، إيطاليا
- حفظ البلدة القديمة في شارع تشونغشان ( 2007-09 ) ، هانجتشو
- قاعة المعارض لشارع إمبراطورية أسرة سونغ الجنوبية (2009 ) ، هانجتشو
- جناح نينغبو تينغتو ، معرض شانغهاي (2010 )

قيد الإنشاء أو في مرحلة التصميم
- مراكز هيون للثقافة والترفيه (2009 ) ، كونمينغ
- مركز مدينة الثقافة ( 2010) ، جين هوا
- متحف المهر التقليدي ( 2010) ، نينغهاى
- مكتبة معهد بوذي (2011 ) ، هانجتشو

## معرض الصور

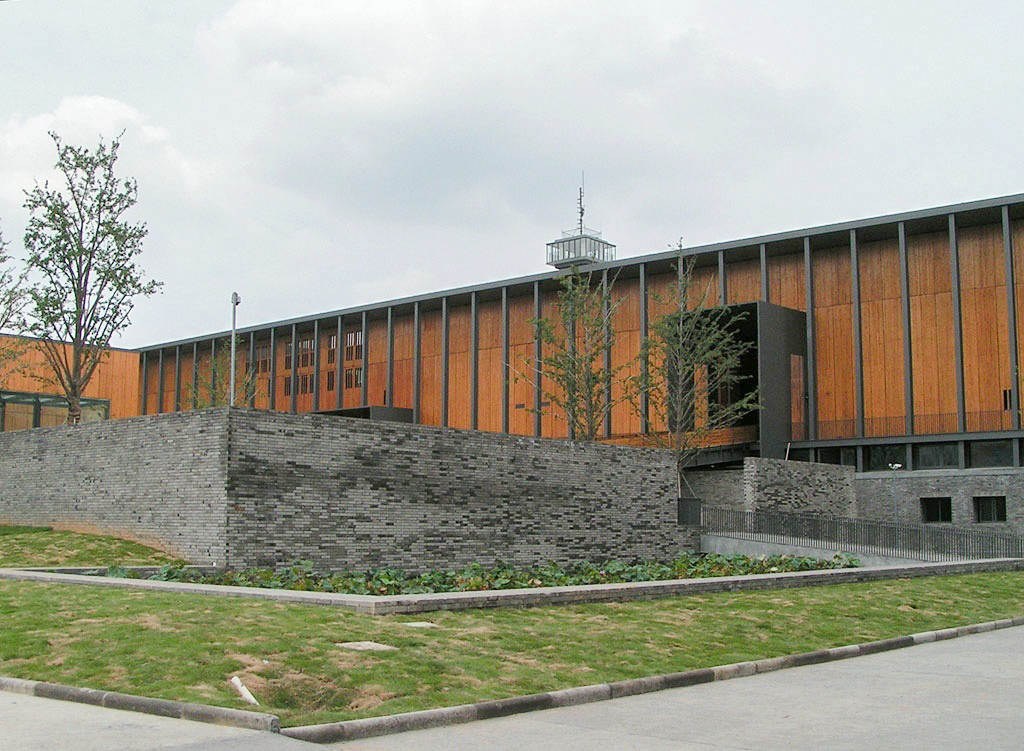
متحف نينغبو للفنون (2005)
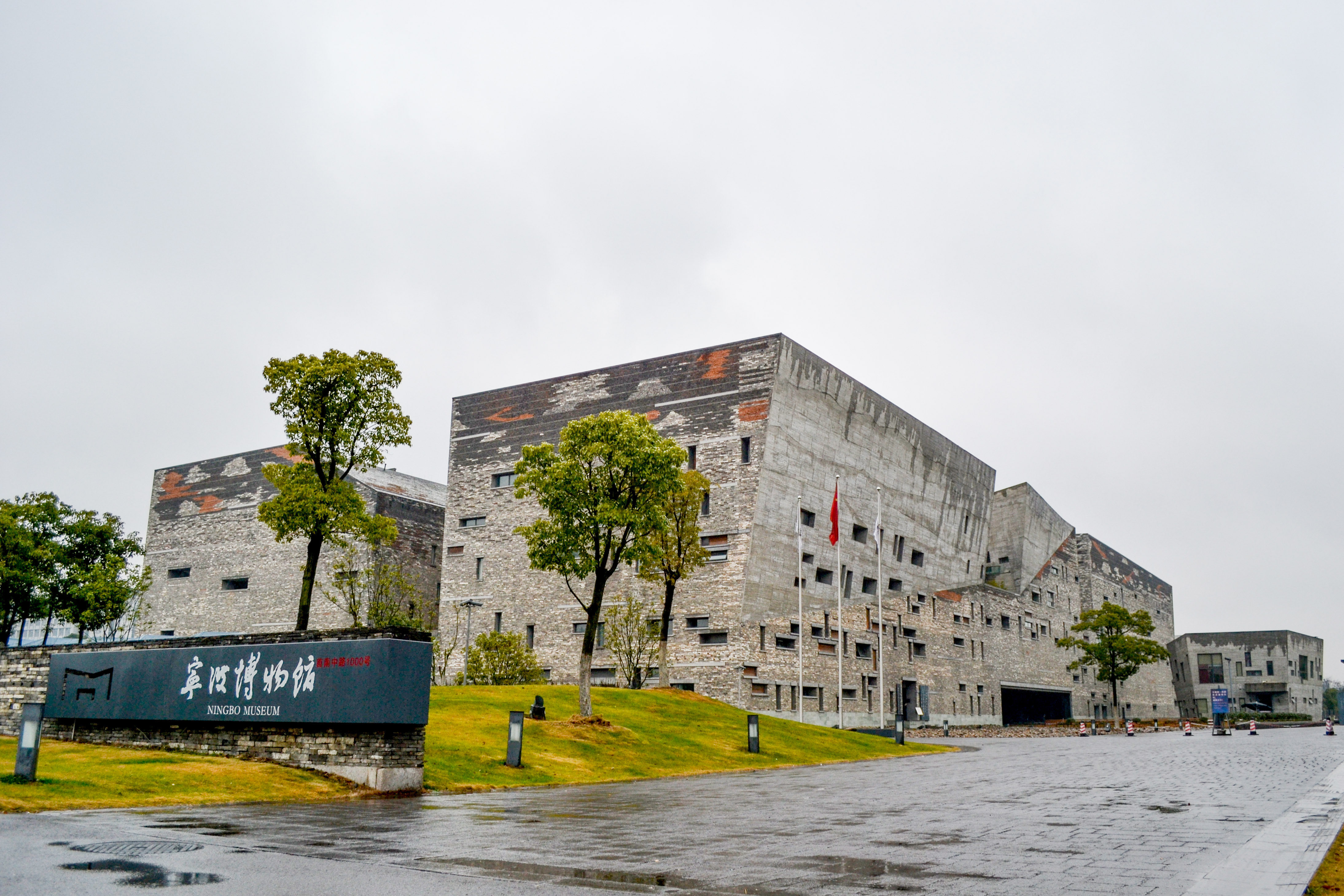
متحف نينغبو (2008)
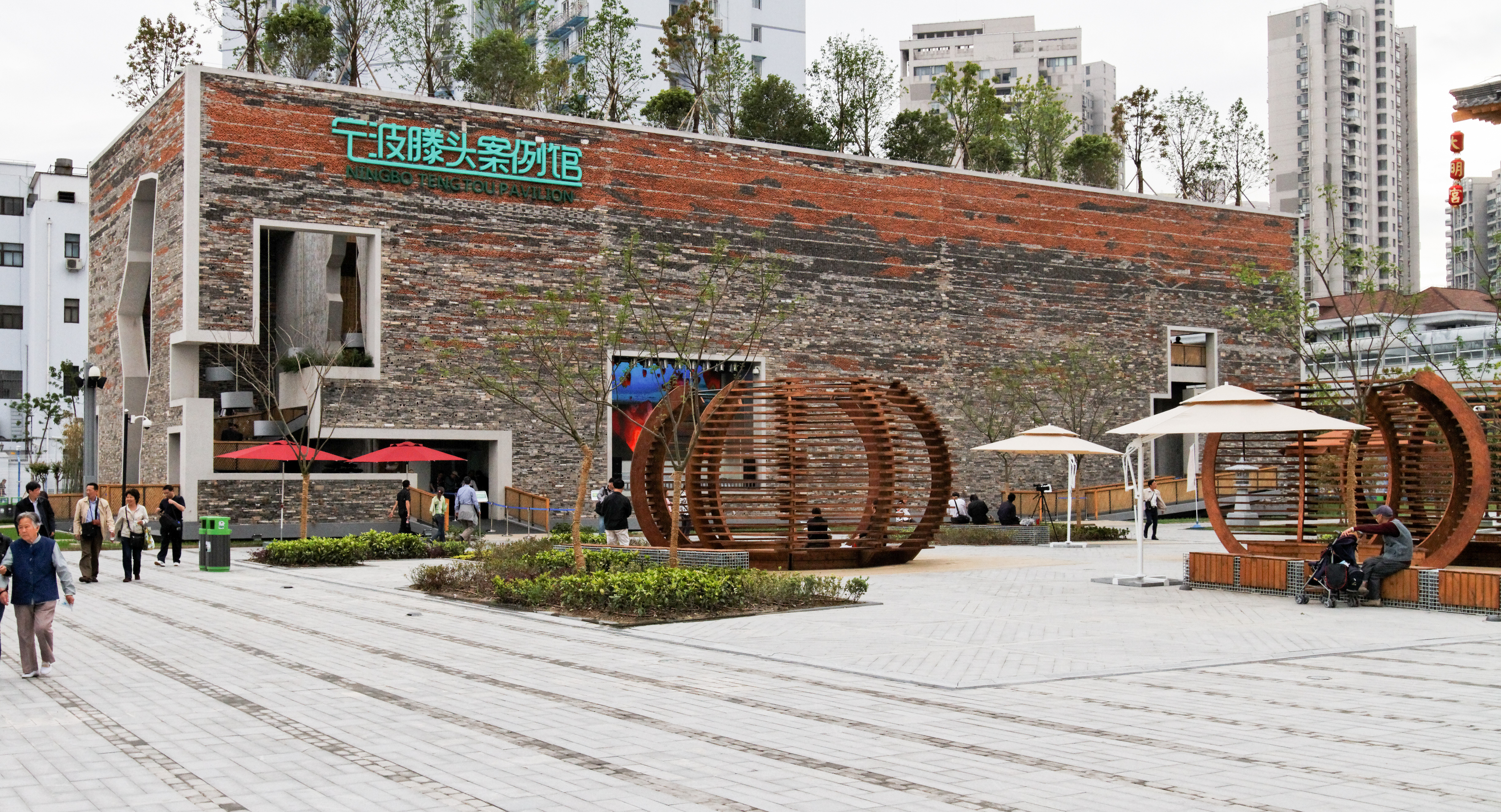
جناح نينغبو تينغتو ، معرض شانغهاي (2010 ))

## روابط خارجية
- وانغ شو على موقع الموسوعة البريطانية (الإنجليزية)
- وانغ شو على موقع مونزينجر (الألمانية)